# Parkhotel Valkenburg Continental Cycling Team/Saison 2014
Dieser Artikel listet Erfolge und Fahrer des Radsportteams Parkhotel Valkenburg Continental Cycling Teams in der Saison 2014 auf.

## Erfolge in der UCI Europe Tour
In den Rennen der Saison 2014 der UCI Europe Tour gelangen die nachstehenden Erfolge.
| Datum    | Rennen                        | Kat. | Fahrer        |
| -------- | ----------------------------- | ---- | ------------- |
| 20. Juli | 3b. Etappe Sibiu Cycling Tour | 2.1  | Marco Zanotti |

## Mannschaft
| Name                           | Geburtstag         | Nationalität | Team 2013                         |
| ------------------------------ | ------------------ | ------------ | --------------------------------- |
| Joris Blokker                  | 20. September 1993 | Niederlande  | Neoprofi                          |
| Joris de Boer                  | 18. August 1989    | Niederlande  | Neoprofi                          |
| Gert-Jan Bosman                | 16. August 1992    | Niederlande  | Rabobank Development Team         |
| Rick van Breda                 | 16. Februar 1990   | Niederlande  | Neoprofi                          |
| Remco Broers                   | 15. Mai 1988       | Niederlande  | Team Vorarlberg                   |
| Brian Bulgaç (bis 30. April)   | 7. April 1988      | Niederlande  | Lotto Belisol                     |
| Marco Hoekstra                 | 3. Juli 1989       | Niederlande  | Neoprofi                          |
| Lars Horring                   | 9. November 1987   | Niederlande  | Neoprofi                          |
| Mitchell Huenders (ab 1. Juni) | 12. Juli 1988      | Niederlande  | WV Noord-Holland                  |
| Jenning Huizenga               | 29. März 1984      | Niederlande  | Team Ruiter Dakkapellen           |
| James Judd                     | 8. September 1994  | Neuseeland   | Neoprofi                          |
| Jaap Kooijman                  | 24. April 1993     | Niederlande  | Neoprofi                          |
| Bram Nolten                    | 19. Mai 1991       | Niederlande  | Cyclingteam Jo Piels (2012)       |
| Jasper Ockeloen                | 10. Mai 1990       | Niederlande  | Parkhotel Valkenburg Cycling Team |
| Kai Reus                       | 11. März 1985      | Niederlande  | Cyclingteam de Rijke-Shanks       |
| Rutger Schellevis              | 1. März 1990       | Niederlande  | Neoprofi                          |
| Peter Schulting                | 19. August 1987    | Niederlande  | Parkhotel Valkenburg Cycling Team |
| Rudy Vriend                    | 7. Mai 1981        | Niederlande  | Neoprofi                          |
| Marco Zanotti                  | 10. September 1988 | Italien      | Utensilnord Ora24.eu              |